# Біжутерія
Біжутерія — (фр. bijouterie — торгівля не дорогоцінними ювелірними виробами) — прикраси (намиста, сережки, брошки, та інше), що зроблені з напівдорогоцінних металів або каміння.
Виготовляється із міді, олова, напівдорогоцінного каміння. Останнім часом все більшої популярності набирає біжутерія створена своїми руками, так звана біжутерія ручної роботи. Виготовляють із бісеру, полімерної глини, акрилу та інших матеріалів. В основному популярна між молоддю, але й старші жінки теж не минають такі прикраси.